# Марк Эмилий Скавр (легат)
Марк Эми́лий Скавр (лат. Marcus Aemilius Scaurus; умер в 101 году до н. э.) — римский военный деятель из патрицианского рода Эмилиев, сын консула 115 года до н. э. и принцепса сената от первого брака (имя его матери неизвестно).
В 102 году до н. э. Марк Эмилий служил в качестве легата в армии Квинта Лутация Катула, преградившей путь кимврам в Цизальпийской Галлии. В сражении на реке Эч он проявил малодушие: согласно Фронтину, «отступил перед неприятелем», согласно Псевдо-Аврелию Виктору, «покинул свой гарнизон», а по данным Валерия Максима, в числе других конников бросил консула и бежал в Рим. Скавр-старший запретил сыну-трусу показываться ему на глаза, и тот закололся.

## В художественной литературе
Марк Эмилий Скавр Младший стал одним из персонажей романа Колин Маккалоу «Первый человек в Риме». Здесь он фигурирует среди женихов Аврелии, а потом его невестой становится Цецилия Метелла Далматика. После самоубийства Скавра его отец сам женился на Далматике.